# Borussia Verein für Leibesübungen 1900 Mönchengladbach 1990-1991
Questa voce raccoglie le informazioni riguardanti il Borussia Verein für Leibesübungen 1900 Mönchengladbach nelle competizioni ufficiali della stagione 1990-1991.

## Stagione
Nella stagione 1990-1991 il Borussia Mönchengladbach, allenato da Gerd vom Bruch, concluse il campionato di Bundesliga al 9º posto. In Coppa di Germania il Borussia Mönchengladbach fu eliminato al secondo turno dal Remscheid. Il capocannoniere della squadra fu Hans-Jörg Criens con 12 gol.

## Rosa
| N. |                     | Ruolo | Calciatore            |
| -- | ------------------- | ----- | --------------------- |
|    | Germania (bandiera) | P     | Uwe Kamps             |
|    | Germania (bandiera) | D     | Michael Klinkert      |
|    | Germania (bandiera) | C     | Karlheinz Pflipsen    |
|    | Germania (bandiera) | C     | Peter Wynhoff         |
|    | Germania (bandiera) | C     | Martin Schneider      |
|    | Germania (bandiera) | D     | Thomas Kastenmaier    |
|    | Germania (bandiera) | C     | Christian Hochstätter |
|    | Germania (bandiera) | P     | Uwe Brunn             |
|    | Germania (bandiera) | D     | Olaf Becker           |
|    | Germania (bandiera) | D     | Thomas Eichin         |
|    | Germania (bandiera) | D     | Thomas Huschbeck      |
|    | Germania (bandiera) | D     | Thomas Pfannkuch      |
|    | Germania (bandiera) | D     | Manfred Stefes        |

| N. |                             | Ruolo | Calciatore        |
| -- | --------------------------- | ----- | ----------------- |
|    | Rep. Ceca (bandiera)        | D     | František Straka  |
|    | Germania (bandiera)         | C     | Hans-Georg Dreßen |
|    | Germania (bandiera)         | C     | Delano Ketter     |
|    | Germania (bandiera)         | C     | Carsten Marell    |
|    | Germania (bandiera)         | C     | Norbert Meier     |
|    | Germania (bandiera)         | C     | Jörg Neun         |
|    | Germania (bandiera)         | C     | Frank Schulz      |
|    | Germania (bandiera)         | C     | Michael Spies     |
|    | Germania (bandiera)         | C     | Thomas Winter     |
|    | Unione Sovietica (bandiera) | A     | Ihor Bjelanov     |
|    | Germania (bandiera)         | A     | Hans-Jörg Criens  |
|    | Germania (bandiera)         | A     | Martin Max        |
|    | Togo (bandiera)             | A     | Bachirou Salou    |

## Calciomercato

### Sessione estiva
| Acquisti | Acquisti           | Acquisti      | Acquisti |
| R.       | Nome               | da            | Modalità |
| -------- | ------------------ | ------------- | -------- |
| C        | Hans-Georg Dreßen  | Colonia       |          |
| D        | Thomas Kastenmaier | Bayern Monaco |          |
| C        | Martin Schneider   | Norimberga    |          |
| C        | Frank Schulz       | Osnabrück     |          |

| Cessioni | Cessioni           | Cessioni           | Cessioni |
| R.       | Nome               | a                  | Modalità |
| -------- | ------------------ | ------------------ | -------- |
| C        | Jörg Albertz       | Fortuna Düsseldorf |          |
| A        | Oliver Bierhoff    | Salisburgo         |          |
| A        | Christoph Budde    | Preußen Krefeld    |          |
| C        | Stefan Effenberg   | Bayern Monaco      |          |
| D        | Kai-Erik Herlovsen | Fredrikstad        |          |
| D        | Bernd Krauss       | Colonia II         |          |
| C        | Kjetil Rekdal      | Lierse             |          |
| C        | André Winkhold     | Hertha Berlino     |          |

### Sessione invernale
| Acquisti | Acquisti | Acquisti | Acquisti |
| R.       | Nome     | da       | Modalità |
| -------- | -------- | -------- | -------- |

| Cessioni | Cessioni      | Cessioni               | Cessioni |
| R.       | Nome          | a                      | Modalità |
| -------- | ------------- | ---------------------- | -------- |
| A        | Ihor Bjelanov | Eintracht Braunschweig |          |
| C        | Delano Ketter | Sachsen Lipsia         |          |
| C        | Thomas Winter | Kickers Stoccarda      |          |

## Risultati

### Bundesliga

#### Girone di andata
| Arbitro: | Scheuerer |

|            |           |                       |
| Stefes 42’ | Marcatori | 13’ Kempe 61’ Peschel |

| Arbitro: | Albrecht |

|                             |           |  |
| Rufer 15’, 21’ Neubarth 64’ | Marcatori |  |

| Arbitro: | Osmers |

|                |           |           |
| Tschiskale 24’ | Marcatori | 62’ Meier |

| Arbitro: | Theobald |

|                         |           |                     |
| Criens 48’ Pflipsen 61’ | Marcatori | 16’ Banach 83’ Götz |

| Arbitro: | Merk |

|                                     |           |  |
| Beiersdorfer 13’ Nando 45’ Doll 63’ | Marcatori |  |

| Arbitro: | Wiesel |

|         |           |            |
| Max 73’ | Marcatori | 62’ Möller |

| Arbitro: | Schmidhuber |

|           |           |            |
| Lusch 17’ | Marcatori | 29’ Criens |

| Arbitro: | Birlenbach |

|                   |           |  |
| Criens 3’ Max 21’ | Marcatori |  |

| Arbitro: | Föckler |

|                                                 |           |                 |
| Strunz 52’ (rig.) Wohlfarth 58’, 60’ Kohler 89’ | Marcatori | 77’ Kastenmaier |

| Arbitro: | Steinborn |

|                    |           |  |
| Criens 23’ Max 49’ | Marcatori |  |

| Arbitro: | Scheuerer |

|            |           |                   |
| Klinger 7’ | Marcatori | 23’ (rig.) Criens |

| Arbitro: | Tritschler |

|            |           |              |
| Criens 40’ | Marcatori | 65’ Schreier |

| Arbitro: | Amerell |

|            |           |               |
| Gronau 74’ | Marcatori | 77’ Schneider |

| Arbitro: | Berg |

|                    |           |  |
| Max 41’ Criens 52’ | Marcatori |  |

| Arbitro: | Harder |

|                                        |           |                              |
| Hermann 14’ Schütterle 16’ Schmidt 51’ | Marcatori | 53’ Klinkert 78’ Kastenmaier |

| Arbitro: | Neuner |

|                 |           |                   |
| Criens 20’, 53’ | Marcatori | 44’, 50’ Labbadia |

| Arbitro: | Kriegelstein |

|                                 |           |                |
| Allofs 32’, 36’, 84’ Schütz 47’ | Marcatori | 5’ Kastenmaier |

#### Girone di ritorno
| Arbitro: | Assenmacher |

|                             |           |  |
| Kohn 15’ Kempe 37’ Nehl 68’ | Marcatori |  |

| Arbitro: | Boos |

|              |           |          |
| Pflipsen 34’ | Marcatori | 59’ Bode |

| Arbitro: | Mierswa |

|           |           |          |
| Salou 79’ | Marcatori | 70’ Sané |

| Arbitro: | Krug |

|          |           |                                        |
| Higl 31’ | Marcatori | 9’ (aut.) Götz 39’ Kastenmaier 70’ Max |

| Arbitro: | Fux |

|                 |           |           |
| Kastenmaier 33’ | Marcatori | 44’ Spörl |

| Arbitro: | Malbranc |

|                                               |           |           |
| Kruse 4’, 11’ Bein 19’ Gründel 40’ Yeboah 59’ | Marcatori | 29’ Spies |

| Arbitro: | Albrecht |

|                   |           |             |
| Max 59’ Spies 66’ | Marcatori | 5’ Breitzke |

| Arbitro: | Harder |

|             |           |               |
| Lünsmann 3’ | Marcatori | 25’ Schneider |

| Arbitro: | Merk |

|            |           |                 |
| Criens 77’ | Marcatori | 89’ Augenthaler |

| Arbitro: | Osmers |

|                         |           |                 |
| Brunner 9’ Eckstein 79’ | Marcatori | 83’, 88’ Criens |

| Arbitro: | Broska |

|           |           |               |
| Meier 75’ | Marcatori | 72’ Chapuisat |

| Arbitro: | Strigel |

|                          |           |                                                                      |
| Fischer 80’ Herrlich 82’ | Marcatori | 59’ Pflipsen 60’ Wynhoff 84’ (rig.) Kastenmaier 87’ Schulz 89’ Spies |

| Arbitro: | Kriegelstein |

|                |           |            |
| Kastenmaier 7’ | Marcatori | 40’ Gronau |

| Arbitro: | Birlenbach |

|            |           |         |
| Walter 44’ | Marcatori | 42’ Max |

| Arbitro: | Führer |

|                         |           |           |
| Pflipsen 6’ Wynhoff 69’ | Marcatori | 78’ Silva |

| Arbitro: | Wiesel |

|                               |           |                                  |
| Kranz 89’ (rig.) Labbadia 90’ | Marcatori | 10’, 20’ Kastenmaier 82’ Wynhoff |

| Arbitro: | Dardenne |

|                           |           |  |
| Wynhoff 55’ Schneider 59’ | Marcatori |  |

### Coppa di Germania
| Arbitro: | Matheis |

|         |           |                                  |
| Lang 9’ | Marcatori | 33’ Klinkert 37’ (rig.) Bjelanov |

| Arbitro: | Wippermann |

|            |           |  |
| Gemein 69’ | Marcatori |  |

## Statistiche

### Statistiche di squadra
| Competizione      | Punti | In casa | In casa | In casa | In casa | In casa | In casa | In trasferta | In trasferta | In trasferta | In trasferta | In trasferta | In trasferta | Totale | Totale | Totale | Totale | Totale | Totale | DR |
| Competizione      | Punti | G       | V       | N       | P       | Gf      | Gs      | G            | V            | N            | P            | Gf           | Gs           | G      | V      | N      | P      | Gf     | Gs     | DR |
| ----------------- | ----- | ------- | ------- | ------- | ------- | ------- | ------- | ------------ | ------------ | ------------ | ------------ | ------------ | ------------ | ------ | ------ | ------ | ------ | ------ | ------ | -- |
| Bundesliga        | 35    | 17      | 6       | 10      | 1       | 25      | 16      | 17           | 3            | 7            | 7            | 24           | 38           | 34     | 9      | 17     | 8      | 49     | 54     | -5 |
| Coppa di Germania | -     | 0       | 0       | 0       | 0       | 0       | 0       | 2            | 1            | 0            | 1            | 2            | 2            | 2      | 1      | 0      | 1      | 2      | 2      | 0  |
| Totale            | 35    | 17      | 6       | 10      | 1       | 25      | 16      | 19           | 4            | 7            | 8            | 26           | 40           | 36     | 10     | 17     | 9      | 51     | 56     | -5 |

### Andamento in campionato
| Giornata  | 1  | 2  | 3  | 4  | 5  | 6  | 7  | 8  | 9  | 10 | 11 | 12 | 13 | 14 | 15 | 16 | 17 | 18 | 19 | 20 | 21 | 22 | 23 | 24 | 25 | 26 | 27 | 28 | 29 | 30 | 31 | 32 | 33 | 34 |
| --------- | -- | -- | -- | -- | -- | -- | -- | -- | -- | -- | -- | -- | -- | -- | -- | -- | -- | -- | -- | -- | -- | -- | -- | -- | -- | -- | -- | -- | -- | -- | -- | -- | -- | -- |
| Luogo     | C  | T  | T  | C  | T  | C  | T  | C  | T  | C  | T  | C  | T  | C  | T  | C  | T  | T  | C  | C  | T  | C  | T  | C  | T  | C  | T  | C  | T  | C  | T  | C  | T  | C  |
| Risultato | P  | P  | N  | N  | P  | N  | N  | V  | P  | V  | N  | N  | N  | V  | P  | N  | P  | P  | N  | N  | V  | N  | P  | V  | N  | N  | N  | N  | V  | N  | N  | V  | V  | V  |
| Posizione | 13 | 16 | 16 | 15 | 17 | 17 | 17 | 15 | 17 | 15 | 14 | 15 | 14 | 12 | 12 | 12 | 14 | 16 | 17 | 16 | 14 | 14 | 15 | 14 | 15 | 13 | 12 | 13 | 10 | 11 | 12 | 11 | 9  | 9  |

Legenda:

Luogo: C = Casa; T = Trasferta. Risultato: V = Vittoria; N = Pareggio; P = Sconfitta.

### Statistiche dei giocatori
Sono in corsivo i calciatori che hanno lasciato la società a stagione in corso.
| Giocatore      | Bundesliga | Bundesliga | Bundesliga  | Bundesliga | Coppa di Germania | Coppa di Germania | Coppa di Germania | Coppa di Germania | Totale   | Totale | Totale      | Totale     |
| Giocatore      | Presenze   | Reti       | Ammonizioni | Espulsioni | Presenze          | Reti              | Ammonizioni       | Espulsioni        | Presenze | Reti   | Ammonizioni | Espulsioni |
| -------------- | ---------- | ---------- | ----------- | ---------- | ----------------- | ----------------- | ----------------- | ----------------- | -------- | ------ | ----------- | ---------- |
| O. Becker      | 0          | 0          | 0           | 0          | 0                 | 0                 | 0                 | 0                 | 0        | 0      | 0           | 0          |
| I. Bjelanov    | 10         | 0          | 0           | 0          | 2                 | 1                 | 0                 | 0                 | 12       | 1      | 0           | 0          |
| U. Brunn       | 6          | 0          | 1           | 0          | 0                 | 0                 | 0                 | 0                 | 6        | 0      | 1           | 0          |
| H. Criens      | 26         | 12         | 2           | 1          | 2                 | 0                 | 0                 | 0                 | 28       | 12     | 2           | 1          |
| H. Dreßen      | 5          | 0          | 1           | 0          | 1                 | 0                 | 0                 | 0                 | 6        | 0      | 1           | 0          |
| T. Eichin      | 29         | 0          | 7           | 0          | 2                 | 0                 | 1                 | 0                 | 31       | 0      | 8           | 0          |
| C. Hochstätter | 25         | 0          | 5           | 0          | 2                 | 0                 | 1                 | 0                 | 27       | 0      | 6           | 0          |
| T. Huschbeck   | 1          | 0          | 0           | 0          | 0                 | 0                 | 0                 | 0                 | 1        | 0      | 0           | 0          |
| U. Kamps       | 28         | 0          | 0           | 0          | 2                 | 0                 | 0                 | 0                 | 30       | 0      | 0           | 0          |
| T. Kastenmaier | 27         | 9          | 4           | 0          | 1                 | 0                 | 0                 | 0                 | 28       | 9      | 4           | 0          |
| M. Klinkert    | 32         | 1          | 4           | 0          | 2                 | 1                 | 0                 | 0                 | 34       | 2      | 4           | 0          |
| C. Marell      | 2          | 0          | 0           | 0          | 0                 | 0                 | 0                 | 0                 | 2        | 0      | 0           | 0          |
| M. Max         | 30         | 7          | 2           | 0          | 0                 | 0                 | 0                 | 0                 | 30       | 7      | 2           | 0          |
| N. Meier       | 24         | 2          | 6           | 0          | 2                 | 0                 | 2                 | 0                 | 26       | 2      | 8           | 0          |
| J. Neun        | 32         | 0          | 7           | 0          | 2                 | 0                 | 1                 | 0                 | 34       | 0      | 8           | 0          |
| T. Pfannkuch   | 1          | 0          | 0           | 0          | 0                 | 0                 | 0                 | 0                 | 1        | 0      | 0           | 0          |
| K. Pflipsen    | 28         | 4          | 3           | 0          | 0                 | 0                 | 0                 | 0                 | 28       | 4      | 3           | 0          |
| B. Salou       | 13         | 1          | 0           | 0          | 0                 | 0                 | 0                 | 0                 | 13       | 1      | 0           | 0          |
| M. Schneider   | 33         | 3          | 4           | 0          | 2                 | 0                 | 0                 | 0                 | 35       | 3      | 4           | 0          |
| F. Schulz      | 16         | 1          | 3           | 0          | 0                 | 0                 | 0                 | 0                 | 16       | 1      | 3           | 0          |
| M. Spies       | 12         | 3          | 1           | 0          | 1                 | 0                 | 0                 | 0                 | 13       | 3      | 1           | 0          |
| M. Stefes      | 16         | 1          | 4           | 0          | 1                 | 0                 | 0                 | 0                 | 17       | 1      | 4           | 0          |
| F. Straka      | 20         | 0          | 2           | 1          | 2                 | 0                 | 1                 | 0                 | 22       | 0      | 3           | 1          |
| T. Winter      | 4          | 0          | 0           | 0          | 1                 | 0                 | 0                 | 0                 | 5        | 0      | 0           | 0          |
| P. Wynhoff     | 21         | 4          | 0           | 0          | 1                 | 0                 | 0                 | 0                 | 22       | 4      | 0           | 0          |